# За пределами закона
«За пределами закона» (англ. Beyond the Law) — телевизионный фильм 1993 года режиссёра и сценариста Ларри Фергюсона. Главные роли сыграли Чарли Шин, Линда Фиорентино и Майкл Мэдсен. В российском прокате встречаются также другие версии перевода, включая «Вне закона» и «По ту сторону закона», а также свободную интерпретацию альтернативного названия фильма — «В погоне за тенью» или «Погоня за тенью» (англ. Fixing the Shadow).
Фильм рассказывает историю полицейского под прикрытием Дэна Сэксона, внедрившегося в банду байкеров, которая занимается продажей наркотиков и оружия. Ему приходится принимать жестокие правила игры, чтобы втереться в доверие.

## Сюжет
Дэниел Сэксон, сотрудник дорожной полиции, уволенный со службы после нападения на коллегу, впоследствии завербован Конроем Прайсом, представителем Генеральной прокуратуры штата Аризона. Сэксон в качестве тайного агента привлечён к совместной работе в рамках специальной операции против незаконного оборота наркотиков и оружия. Однако работа не приносит желаемого результата. Наконец, в одном из баров Сэксон знакомится с развесёлым механиком Вёрджилом.
Вёрджил объясняет Сэксону присущие мотоциклетному братству обычаи. Спустя некоторое время, сменивший имидж полицейский берёт себе псевдоним — Сид. Вскоре заручившийся поддержкой Вёрджила полицейский отправляется на организованный байкерами слёт. Ему удаётся завоевать доверие Блада, президента мотоклуба «Шакалы». Параллельно у Сэксона довольно быстро развивается роман с фотокорреспондентом Рене Джейсон, которая собирает материал для своей книги о байкерском движении.
Сэксон становится всё более неуравновешенным по мере погружения в преступную среду. Однако впоследствии начинает осознавать реальность происходящего после жестокого убийства 20-летней продавщицы в результате спонтанного ограбления байкерами магазина. В конечном итоге на общем собрании сотрудников правоохранительных органов, Прайс, высоко оценивший проделанную Сэксоном работу в качестве тайного агента, раскрывает его личность коллегам. На завершающем этапе секретной операции арестованы более двухсот преступников, включая Блада. Концовка демонстрирует прогуливающегося в американской пустыне Сэксона. Согласно эпилогу, Сэксон и Рене проживают в Калифорнии, в то время как Блад отбывает три пожизненных срока в тюрьме.

## В ролях
| Актёр            | Роль         |
| ---------------- | ------------ |
| Чарли Шин        | Сэксон       |
| Линда Фиорентино | Рене         |
| Майкл Мэдсен     | Блад         |
| Кортни Б. Вэнс   | Конрой Прайс |
| Леон Риппи       | Вёрджил      |
| Деннис Бёркли    | Овёс         |
| Рип Торн         | Прескотт     |

## Производство
Ларри Фергюсон написал сценарий после прочтения статьи Лоуренса Линдермана Undercover Angel, напечатанной в журнале Playboy в июле 1981 года. Статья посвящена полицейскому Дэну Блэку, работавшему агентом под прикрытием. Сам Блэк выступил в качестве технического консультанта фильма и снялся в эпизодической роли.